# Leonard Curry
Leonard Curry et son frère jumeau, Johnny, étaient à la tête d'un des plus gros trafics de drogue de la ville de Détroit, dans les années 1980.

## Biographie
Nés en 1959, les frères Curry grandirent au sein d'un quartier à prédominance afro-américaine, à environ onze kilomètres du centre-ville de Detroit. Aux dires de tous, Johnny était le plus réservé et le plus cérébral des jumeaux, alors que Leonard était extraverti. 
Johnny reçut le surnom de "Little Man", tandis que Leonard prit celui de "Big Man". Les jumeaux commencèrent leur carrière dans le domaine de la drogue à la fin des années 1970 en vendant de la marijuana. Voulant s'enrichir, ils se mirent à vendre de l’héroïne, de la cocaïne et du crack dans les années 1980. Ils construisirent un véritable empire de la drogue, dans la partie est de Detroit.
Johnny rencontra Cathy Volsan, la nièce du maire de l'époque, Coleman Young, et l'épousa. Le père de Cathy, Willie Clyde Volsan Jr. était un pilier de la drogue dans les années 1970 et 1980. Le mariage de Johnny avec Volsan, en 1985, amena Young à lui fournir un dispositif de sécurité composé de policiers de Detroit.

## Enquête du FBI
Coleman Young, le premier maire afro-américain de Detroit, avait accumulé un pouvoir considérable au cours de ses cinq mandats. Cathy, utilisa ses relations familiales pour obtenir des informations sur l'enquête de police concernant son mari. 
En effet, en 1984, le FBI et la police de Detroit avaient ouvert une enquête sur l'organisation Curry. Des agents fédéraux entrèrent par effraction dans la maison de Johnny et installèrent des appareils d’écoute. À ce moment-là, le troisième membre de la fratrie Curry, Rudell se lia d'amitié un adolescent du quartier, Richard Wershe Jr. 
À l'insu des Curry, Wershe fut recruté comme informateur par le FBI. Johnny emmenait parfois Wershe avec lui, afin d'assister aux matchs des Tigers. Il accompagna aussi les Currys au mondial de boxe qui se tint, le 15 avril 1985 à Las Vegas.

## Arrestation
Les Curry furent impliqués dans une fusillade qui eut lieu au nord-ouest de Detroit. À la suite de cela, Johnny aurait organisé une réunion dans le sous-sol de son domicile, au cours de laquelle il aurait proposé de payer toutes les personnes impliquées afin de conserver le silence. Selon le FBI, Curry aurait également appelé le sergent Harris et le commandant Gilbert Hill du département de police de Detroit, pour étouffer l'affaire.
En avril 1987, les Curry et plusieurs complices furent inculpés de multiples infractions liées au trafic de drogue. Le 8 septembre 1987, Johnny et Leo, représentés par leur avocat, plaidèrent coupables. Ils furent condamnés à une peine de 20 ans sans possibilité de libération conditionnelle et à une amende de 250 000 dollars. 
Toutefois, Johnny aida le FBI à faire la lumière sur la plus grande affaire de corruption touchant le département de police de Détroit. 
Les frères Curry purgèrent leur peine au sein d'un établissement fédéral situé à Texarkana, avant leur libération en 1999.